# Lista över fornlämningar i Filipstads kommun
Lista över fornlämningar i Filipstads kommun är en förteckning av ett urval av de fornlämningar som finns i Filipstads kommun.

## Brattfors
| Namn           | Lämningstyp  | Tillkomsttid | Historisk indelning | Plats | Läge                 | ID-nr          | Bild                                 |
| -------------- | ------------ | ------------ | ------------------- | ----- | -------------------- | -------------- | ------------------------------------ |
| Brattfors 9:1  | Röse         |              | Brattfors, Värmland |       | 59.701450, 13.988336 | 10212300090001 | Ladda upp en bild av detta fornminne |
| Brattfors 9:2  | Röse         |              | Brattfors, Värmland |       | 59.701546, 13.988117 | 10212300090002 | Ladda upp en bild av detta fornminne |
| Brattfors 9:3  | Röse         |              | Brattfors, Värmland |       | 59.701634, 13.987953 | 10212300090003 | Ladda upp en bild av detta fornminne |
| Brattfors 10:1 | Stensättning |              | Brattfors, Värmland |       | 59.702584, 13.907313 | 10212300100001 | Ladda upp en bild av detta fornminne |
| Brattfors 13:1 | Röse         |              | Brattfors, Värmland |       | 59.706884, 13.951882 | 10212300130001 | Ladda upp en bild av detta fornminne |
| Brattfors 15:1 | Röse         |              | Brattfors, Värmland |       | 59.706644, 13.950106 | 10212300150001 | Ladda upp en bild av detta fornminne |
| Brattfors 36:1 | Röse         |              | Brattfors, Värmland |       | 59.702767, 13.974531 | 10212300360001 | Ladda upp en bild av detta fornminne |
| Brattfors 40:1 | Stensättning |              | Brattfors, Värmland |       | 59.701936, 13.987119 | 10212300400001 | Ladda upp en bild av detta fornminne |
| Brattfors 40:2 | Stensättning |              | Brattfors, Värmland |       | 59.701750, 13.987307 | 10212300400002 | Ladda upp en bild av detta fornminne |
| Brattfors 60:1 | Stensättning |              | Brattfors, Värmland |       | 59.706135, 13.948441 | 10212300600001 | Ladda upp en bild av detta fornminne |

## Färnebo
| Namn                             | Lämningstyp         | Tillkomsttid | Historisk indelning | Plats | Läge                 | ID-nr          | Bild                                 |
| -------------------------------- | ------------------- | ------------ | ------------------- | ----- | -------------------- | -------------- | ------------------------------------ |
| Färnebo 367:2                    | Kvarn               |              | Färnebo, Värmland   |       | 59.760108, 14.260556 | 10213703670002 | Ladda upp en bild av detta fornminne |
| Erik litens torp (Färnebo 437:1) | Lägenhetsbebyggelse |              | Färnebo, Värmland   |       | 59.806379, 13.906445 | 10213704370001 | Ladda upp en bild av detta fornminne |
| Kana (Färnebo 453:1)             | Lägenhetsbebyggelse |              | Färnebo, Värmland   |       | 59.822938, 13.901913 | 10213704530001 | Ladda upp en bild av detta fornminne |
| Koltorp (Färnebo 503:1)          | Lägenhetsbebyggelse |              | Färnebo, Värmland   |       | 59.812853, 13.951036 | 10213705030001 | Ladda upp en bild av detta fornminne |
| Mårtbo (Färnebo 526:1)           | Lägenhetsbebyggelse |              | Färnebo, Värmland   |       | 59.885652, 14.201400 | 10213705260001 | Ladda upp en bild av detta fornminne |

## Nordmark
| Namn                        | Lämningstyp         | Tillkomsttid | Historisk indelning | Plats | Läge                 | ID-nr          | Bild                                 |
| --------------------------- | ------------------- | ------------ | ------------------- | ----- | -------------------- | -------------- | ------------------------------------ |
| Nordmark 77:1               | Lägenhetsbebyggelse |              | Nordmark, Värmland  |       | 59.911762, 14.129105 | 10216800770001 | Ladda upp en bild av detta fornminne |
| Pålstorpet (Nordmark 121:1) | Lägenhetsbebyggelse |              | Nordmark, Värmland  |       | 59.885773, 13.922150 | 10216801210001 | Ladda upp en bild av detta fornminne |
| Nordmark 128:1              | Lägenhetsbebyggelse |              | Nordmark, Värmland  |       | 59.938376, 14.017035 | 10216801280001 | Ladda upp en bild av detta fornminne |
| Nordmark 129:1              | Lägenhetsbebyggelse |              | Nordmark, Värmland  |       | 59.936767, 14.012590 | 10216801290001 | Ladda upp en bild av detta fornminne |
| Nordmark 130:1              | Lägenhetsbebyggelse |              | Nordmark, Värmland  |       | 59.939630, 14.125208 | 10216801300001 | Ladda upp en bild av detta fornminne |
| Nordmark 131:1              | Lägenhetsbebyggelse |              | Nordmark, Värmland  |       | 59.937767, 14.122926 | 10216801310001 | Ladda upp en bild av detta fornminne |
| Bergkullen (Nordmark 137:1) | Lägenhetsbebyggelse |              | Nordmark, Värmland  |       | 59.927256, 14.113090 | 10216801370001 | Ladda upp en bild av detta fornminne |
| Nordmark 148:1              | Lägenhetsbebyggelse |              | Nordmark, Värmland  |       | 59.904399, 13.989441 | 10216801480001 | Ladda upp en bild av detta fornminne |

## Rämmen
| Namn        | Lämningstyp                      | Tillkomsttid | Historisk indelning | Plats | Läge                 | ID-nr          | Bild                                 |
| ----------- | -------------------------------- | ------------ | ------------------- | ----- | -------------------- | -------------- | ------------------------------------ |
| Rämmen 16:1 | Ristning, medeltid/historisk tid |              | Rämmen, Värmland    |       | 60.112792, 14.150122 | 10217700160001 | Ladda upp en bild av detta fornminne |
| Rämmen 16:2 | Ristning, medeltid/historisk tid |              | Rämmen, Värmland    |       | 60.112072, 14.150459 | 10217700160002 | Ladda upp en bild av detta fornminne |